# Homebrewing
La birrificazione casalinga o in inglese homebrewing è la produzione di birra o di altre bevande alcoliche o analcoliche da privati per scopi personali e non commerciali. Solitamente viene fatto ricorso ad appositi kit reperibili in commercio, che contengono tutta l'attrezzatura necessaria. A questa occorre solamente aggiungere gli ingredienti principali, quali malto, luppolo, zucchero e acqua.
La possibilità di produrre birra in casa per usi personali è sancita dall'art. 34, co. 3, del decreto legislativo 26 ottobre 1995, n. 504, che testualmente afferma:

## Attrezzatura

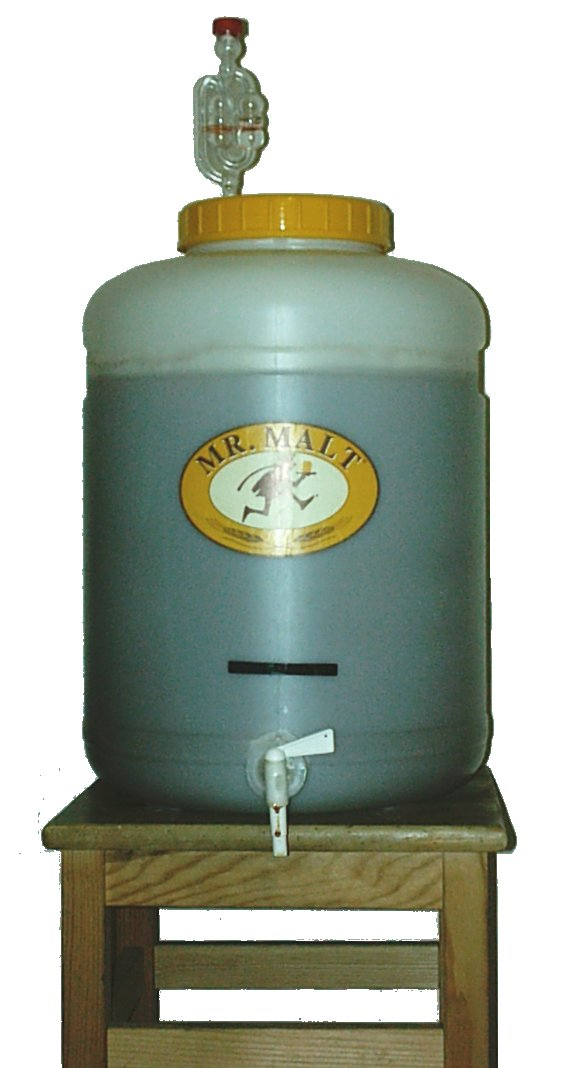
Fermentatore commerciale Mr. Malt in opera

L'attrezzatura necessaria per iniziare la produzione casalinga di birra può essere acquistata separatamente ma viene venduta anche in kit. Normalmente i kit si compongono dell'attrezzatura base che consiste di:
- un fermentatore, ossia un contenitore generalmente in plastica alimentare, in genere è da 28 o 32 litri, in cui avverrà il processo di fermentazione. Il fermentatore è dotato di un rubinetto nella parte bassa (utile per estrarne il prodotto), di un coperchio forato sulla parte superiore e spesso di un termometro adesivo a cristalli liquidi (per tenere sotto controllo la temperatura di fermentazione). Un fermentatore da 28 litri può essere usato per produrre non più di 25 litri di birra;
- il gorgogliatore che, posto in cima al fermentatore, ha lo scopo di permettere ai gas che si sviluppano durante la fermentazione di uscire, senza lasciare entrare aria esterna che potrebbe veicolare batteri nocivi per la fermentazione;
- il densimetro, utile per rilevare la fine della fermentazione e per il calcolo del grado alcoolico raggiunto;
- la tappatrice, che può essere di vari tipi e che si usa per la chiusura delle bottiglie;
- un prodotto per sanificare l'attrezzatura, ad esempio il metabisolfito di potassio;
- un mestolo lungo di plastica, con l'estremità forata, ideale per ossigenare bene il mosto mescolandolo con forza.

## Il procedimento
Esistono diversi tipi di procedure per la produzione di birra in casa che variano a seconda dei materiali di partenza e sono, in ordine di complessità:
- Kit: si utilizzano dei kit presenti in commercio già pronti. Sono composti da una lattina di estratto di malto già luppolato ed una bustina di lievito secco.
- E+G, ovvero estratto+grani: si utilizza estratto di malto non luppolato, luppolo, e quantità relativamente piccole di grani speciali, cioè tipi di grani che hanno non tanto la funzione di costituire materiale fermentabile quanto quella di contribuire a sapore e colore della birra. A differenza dei kit, si può variare molto il tipo e la quantità di malto e luppolo o il tipo di lievito e quindi ottenere ricette personalizzate.
- AG, ovvero all grain: è il procedimento completo, l'estratto di malto dell'E+G viene completamente sostituito da malto in grani.

### Procedimento da kit
- Si lavano tutti gli elementi del kit, e si sanificano (solitamente con acqua e candeggina, con una soluzione di metabisolfito di potassio o sodio carbonato perossidrato).
- Si inseriscono nel fermentatore l'estratto di malto e una certa quantità di zucchero fermentabile (zucchero, malto secco, miele, etc.), ottenuta mediante una tabella in dotazione col kit, che determinerà, insieme alla quantità di malto, la gradazione alcoolica finale della birra.
- Si aggiunge una certa quantità di acqua calda, mescolando il tutto fino a quando si amalgama.
- Si riempie il fermentatore con altra acqua, questa volta a temperatura ambiente, continuando a mescolare.
- Si effettua la prima misura di densità del mosto (OG, densità iniziale), tramite il densimetro.
- Si aggiunge il lievito (la temperatura del mosto deve essere preferibilmente compresa tra i 20 ed i 28 °C, se si usa un lievito ad alta fermentazione).
- Si chiude il fermentatore posizionando il gorgogliatore sul tappo, con un certo volume d'acqua (è consigliabile usare un distillato anziché l'acqua, in modo che si è sicuri non si infetti e nel caso entri per sbaglio nel fermentatore non danneggi il mosto), e si lascia fermentare per 7-10 giorni ad una temperatura il più possibile costante, compresa tra i 19 ed i 25 °C.
- Dopo 7-10 giorni, si misura nuovamente la densità del liquido (mosto), finché non si ottengono due misurazioni identiche con un intervallo di 48 ore.
- A questo punto è possibile imbottigliare, ossia trasferire il liquido in bottiglie sterilizzate, nelle quali avverrà un ulteriore processo di fermentazione. È necessario aggiungere ad esse una piccola quantità di zucchero che, trasformandosi in anidride carbonica, renderà la bibita frizzante (carbonazione o priming).
- Si lasciano riposare le bottiglie, per due settimane a una temperatura di almeno 20 °C, e successivamente ad una più bassa per un'ulteriore settimana.
- Da circa 2-3 settimane dopo l'imbottigliamento, la birra è pronta per la degustazione. Comunque, a seconda dello stile, dell'OG e del grado alcolico, migliorerà ulteriormente con l'invecchiamento fino a 6 mesi e oltre.

### Procedimento E+G
A differenza del procedimento da kit in cui l'estratto di malto è già luppolato e quindi pronto, nel metodo con estratto più grani bisogna preparare il mosto da mettere poi nel fermentatore. Si procede quindi, dopo la sanificazione di tutta l'attrezzatura come per i kit, come segue:
- In una pentola precedentemente lavata (non occorre sanificare, in quanto si dovrà far bollire il mosto per diverso tempo) si pone un volume d'acqua pari ad almeno il 30% del volume di birra da produrre, quindi per 23 litri finali di birra almeno 8 litri di acqua.
- Si porta l'acqua a 70 °C circa e, cercando di mantenere la temperatura costante, si aggiungono i grani preventivamente rotti (e non tritati) e si lasciano in infusione per almeno mezz'ora, in un apposito sacco filtrante (grain bag o sacco dei grani).
- Si estrae il sacco dei grani, si strizza bene, e lo si immerge in un piccolo volume di acqua calda in modo da recuperare un po' di mosto. Infine si uniscono le due parti di acqua, si aggiunge l'estratto di malto e si porta tutto ad ebollizione.
- La bollitura del mosto deve durare circa 60 minuti. Durante l'ebollizione, ai tempi prestabiliti dalla ricetta si aggiunge il luppolo nell'apposito sacco filtrante (hop bag o sacco del luppolo). In genere vi sono due aggiunte di luppolo, una a 60 minuti dalla fine che contribuirà principalmente all'amaro della birra, e una a 5-10 minuti dalla fine della bollitura che darà alla birra l'aroma di luppolo.
- Terminata la bollitura si mette il mosto a raffreddare o con un'apposita serpentina (wort chiller), o immergendo la pentola in una vasca o nel lavandino pieno di acqua fredda. Il mosto deve essere raffreddato il più velocemente possibile per prevenire infezioni.
- Una volta raffreddato il mosto si mette tutto nel fermentatore, si porta a volume con acqua fredda e si procede come per i kit.

### Procedimento AG
È il procedimento completo. Consente un miglior controllo del processo poiché non impiega estratti, bensì materie prime con malto in grani e luppolo.
- I grani, di tipo e in quantità che dipendono dal tipo di birra da produrre, vengono macinati in un mulino casalingo e miscelati con acqua (da 2 a circa 3 litri per kg).
- Il mosto è sottoposto a riscaldamento iniziale (solitamente intorno ai 50°)e poi con pause a diverse temperature  e diversi tempi di attesa che consentono l'azione di trasformazione degli amidi in zuccheri.
- La temperatura viene poi elevata a seconda del tipo di birra da produrre: basse temperature, intorno ai 60-65 gradi, favoriscono l'azione delle β-amilasi che producono maltosio, il fondamentale substrato della fermentazione; temperature più alte, 67-73 gradi, favoriscono le alfa-amilasi che producono destrine non fermentabili che contribuiscono alla dolcezza e alla corposità della birra. Si lascia tutto in infusione mantenendo costante la temperatura per il tempo indicato.
- Si controlla, con un test che sfrutta la capacità della tintura di iodio di colorarli, che gli amidi del malto si siano completamente trasformati in zuccheri.
- Si filtrano i residui dei grani (trebbie).
- Si effettua la bollitura del mosto come nel caso della E+G.